# Ximena Lópeç d'Alagón
Ximena Lópeç d'Alagón o Ximena I d'Alagón (? - ?) fou la segona senyora d'Alagón. Filla de Lope Garcés el Pelegrí i la seva muller Maria de Pallars Sobirà. El 1133 es casà amb Gonçalo Péreç d'Açagra. D'aquest matrimoni nasqué Ximena Péreç d'Alagón, senyora d'Alagón.